# LH 58
| LH 58 / NGC 1962-65-66-70                  | LH 58 / NGC 1962-65-66-70 |
| ------------------------------------------ | ------------------------- |
| DSS-Aufnahme des Himmelsbereichs mit LH 58 |                           |
| DSS-Aufnahme des Himmelsbereichs mit LH 58 |                           |
| Beobachtungsdaten Äquinoktium: J2000.0     |                           |
| Sternbild                                  | Dorado                    |
| Rektaszension                              | 05h 27m                   |
| Deklination                                | −68° 50′                  |
| Physikalische Daten                        |                           |
| Zugehörigkeit                              | Große Magellansche Wolke  |
| Entfernung                                 | ca. 160 kLj               |
| Weitere Bezeichnungen                      |                           |
| DEM L199, N144                             |                           |

LH 58 (Lucke-Hodge 58) oder NGC 1962-65-66-70 ist eine OB-Assoziation und H-II-Region in der Großen Magellanschen Wolke, etwas mehr als 1° nordwestlich von 30 Doradus. Die Struktur liegt ziemlich isoliert am Rande der Superblase LMC3.
Die Einträge NGC 1962, NGC 1965, NGC 1966 und NGC 1970 im New General Catalogue sind Teile dieses Komplexes und gehen auf die ersten Beobachtungen dieses Objekts durch John Herschel zurück.